# Lobelia gilgii
Lobelia gilgii là loài thực vật có hoa trong họ Hoa chuông. Loài này được Engl. mô tả khoa học đầu tiên năm 1895.